# 科爾若韋
49°22′39″N 38°22′6″E / 49.37750°N 38.36833°E
科爾若韋（烏克蘭語：Коржове）是位於烏克蘭東部的村莊，由盧甘斯克州斯瓦托韋區的斯瓦托韋市鎮負責管轄。該村始建於1905年，面積5平方公里，海拔高度182米，2001年人口945，人口密度每平方公里189人。